# 勞動三法
勞動三法，係指中華民國法律之《工會法》、《團體協約法》及《勞資爭議處理法》，為勞資關係運作上的重要法律。1992年11月12日，工人立法行動委員會等勞工運動團體組成「三法一案行動委員會」發起「1112工人鬥陣大遊行」，當時的勞動三法是《勞動基準法》、《工會法》及《勞資爭議處理法》。

## 歷史
過去的勞資關係中，勞工（勞方）與僱主（資方）的地位處於不均等的地位，勞方的權力遠小於資方所擁有的權力，加上沒有明確保障勞工權益、提升勞工地位之法令，使得僱主運用勞工對於其之依附性，剝削勞工應有的權益。
勞工意識到自身的權利微薄，欲與資方談判卻恐遭責罰，甚至丟失工作，於是使用團結權組成工會，往後以工會為核心，運用勞方集體的力量，向資方爭取利益改善、簽署相關保護勞方的法律文件，目的為提升勞方地位至與資方平等。為了保護勞方上述的權利，制定《工會法》保障勞工組織工會的「團結權」、制定《團體協約法》保障勞方與資方簽署相關法律文件、以爭取權益的「交涉權（集體協商權）」。
工會與資方協商失敗時，雙方可行使爭議權，予對方壓力使之讓步。由於勞方趨於弱勢，資方易有懲戒勞方行使爭議權之情形出現，為了保障雙方的爭議權，於是制定《勞資爭議處理法》。

## 勞動三法推動的目的
勞動法區分為兩大領域，即以《勞動基準法》為核心之個別勞動法及以《工會法》、《團體協約法》及《勞資爭議處理法》等勞動三法為核心之集體勞動法。
勞動三法在立法目的上有別於以《勞動基準法》（簡稱勞基法）為核心的個別勞動法之目的在維持勞工之具有尊嚴的勞動條件，緩和勞工在契約上不對等的地位以及勞動過程之受支配的從屬狀態，並使勞工得以積極參與勞動條件的決定，藉此促進勞動條件的維持與改善以及回復勞工之人格的自主性。
見《勞動基準法》第一條：「為規定勞動條件最低標準，保障勞工權益，加強勞雇關係，促進社會與經濟發展，特制定本法；本法未規定者，適用其他法律之規定。雇主與勞工所訂勞動條件，不得低於本法所定之最低標準。」
相形之下，集體勞動法所扮演的角色是促使勞工脫離弱勢的狀態，透過集體勞動條件的共同決定，例如工會和雇主的團體協商所締結之團體協約來回復勞工人格的自主性，為推動勞動三法的目的所在。

## 改革
中華民國《工會法》、《團體協約法》、《勞資爭議處理法》最早分別於民國18年、19年、17年公布，相繼實施後數十年並未有大幅度修改，相關單位以其不合時宜為由，著手進行研修。
《團體協約法》、《勞資爭議處理法》、《工會法》陸續於民國97年、98年、99年完成修正，完成修正的勞動三法一齊於民國100年5月1日勞動節當天施行。

### 《工會法》
- 工會組織類型的變革

在舊法中，工會類型分為「產業工會」與「職業工會」二種，經過修法，轉變為「企業工會」、「產業工會」、「職業工會」三種工會形式。維持舊法中以廠場為範圍之工會組織，並將其歸為企業工會；不屬於非營利性質之組織、團體，亦為企業工會範疇；產業工會係指相關、相同之產業，例如紡織業、石化業之勞工組織工會；職業工會則指從事相關之職業技能者共組工會。《修正條文第六條》
- 工會結社更趨民主化《工會法第五、六、七章》

明定會員大會或會員代表大會、理事會及監事會權責。
- 工會財務監督

為使工會財務透明化，以確保工會會員權益，工會應參照工會財務處理準則，建立工會自我之財務收支運用及稽核機制。並於每年會員大會或會員代表大會中，提出財務管理之書面報告。
- 工會議決之數額規範

為使工會落實民主機制，一般會議之決議，除應遵守會議規範之議決數額外，工會就重大事項之議決如章程之訂定，及會員大會或會員代表大會之議決重要事項，應採出席會員或會員代表三分之二以上同意之絕對多數議決方式處理。
- 維持強制入會原則，但無明定違反之罰則

過去對於勞工加入工會之年齡予以限制須滿十六歲，惟與《勞動基準法》中受僱勞工之年齡之規範不符，此種限制有檢討之必要，因此特別明定除代表雇主行使管理權之主管人員，不得加入該企業之工會外《修正條文第十四條》，廠場或事業單位等之受僱勞工應均有企業工會之會員資格，但並無明定違反之罰則，產業工會與職業工會也沒有強制入會規定。
- 組織工會的程序放寬（工會會務自主化）

刪除須事先向主管機關登記，現採取尊重工會自主化之立場，採事後報備主義並刪除主管機關派員指導。
- 工會成員單一化

參酌國際勞工公約的精神及國民平等待遇原則，刪除工會理事、監事須具有中華民國國籍之限制。另基於工會會員純粹性與工會運作獨立性原則，明定工會會員參加工業團體或商業團體者，不得當選工會理事、監事等工會幹部職務。《修正條文第十九條》
- 工會聯合組織之解禁

舊法第十章(第四十七～五十一條)中，規範工會的聯合組織，但於新法中完全刪除，僅於第八條第一款中明定「工會得依需要籌組聯合組織；其名稱、層級、區域及屬性，應於聯合組織章程中定之。」
- 僱主之不當勞動行為的禁止與處罰

為避免僱主對求職者、工會幹部、工會發起人、工會會員等，有不當解僱、降調之不利待遇，並為加強保護勞工加入、籌組工會之權利，特於本法明定僱主妨害工會組織、運作及對工會幹部之不利益待遇等不當勞動行為態樣《修正條文第三十五條》，並另訂有處罰規定。《修正條文第四十五條》
- 限縮禁止組織工會之對象

除現役軍人與國防部所屬及依法監督之軍火工業員工外，勞工及教師均有組織及加入工會之權利。但公務人員之結社組織，另依其他法律規定。《修正條
文第四條》 

### 《團體協約法》
- 確立誠信協商的義務：

過去工會體制較為薄弱、欠缺自主性，導致勞雇雙方所簽訂之團體協約的覆蓋率極低，即使勞雇雙方簽訂團體協約，觀察其內容，可察覺只徒有形式，工會未能發揮應有的作用，形同虛設。
因此，於新修正《團體協約法》中導入誠信協商原則，企業無正當理由拒絕協商的義務，佯裝拖延或刻意杯葛協商，以及拒絕提供協商必要資料等行為，將會被處以罰鍰，且違反誠信協商的義務，亦可透過《勞資爭議處理法》處理之，命令違規者在特定期間為或不為一定行為。

### 《勞資爭議處理法》
- 爭議行為概念重建：

經修正之《勞資爭議處理法》將爭議行為定義為：「勞資爭議當事人為達成其主張，所為之罷工或其他阻礙事業正常運作及與之對抗之行為。」並將罷工行為重新定義：「勞工所為暫時拒絕提供勞務之行為。」使勞資雙方有明確的法源可供行為準則。
此外，新修訂的法規亦承認特定人數以上之勞工個人具有勞方之「勞資爭議當事人」的地位，使其有進行爭議行為之權利，放寬爭議權所保護的範圍。

## 修正條文對教師勞動權益之疑慮
於1995年通過之《教師法》，訂定國內教師可依本法組織學校教師會、地方縣（市）教師會及中央全國教師會。此一規範僅對教師之團結權有所突破，勞動三權中另二權，集體協商權極其有限，爭議權完全無提及。
近十幾年來，教師組織持續呼籲，期望教師能納入《工會法》，似一般勞工，可組織工會。如今，勞動三法修正的通過與施行，顯示出對於教師勞動三權的保障有所突破，然而，仍不甚完美，教師與一般勞工間之勞動三權保障，尚處不平等的地位，以下就新修正之勞動三法，謹列出三大限制對於教師工會的未來發展前景堪慮：
- 教師只可組織職業工會或產業工會，不可於各級學校內組織學校層級之企業工會。

- 公立學校簽定團體契約前須事先取得上級主管機關的核可。

- 教師不得行使罷工。[6]